# Johannes Reuter (Politiker, 1768)
Johannes Reuter (* 25. November 1768 in Gontershausen; † 6. Februar 1829 in Haarhausen) war ein hessischer Ökonom und Politiker und Abgeordneter der 2. Kammer der Landstände des Großherzogtums Hessen.
Johannes Reuter war der Sohn des Johann Heinrich Reuter und dessen Ehefrau Anna, geborene Becker. Reuter, der evangelischen Glaubens war, war Ökonom in Haarhausen und heiratete Anna Katharina geborene Cloos.
Von 1820 bis 1824 gehörte er der Zweiten Kammer der Landstände an. Er wurde für den Wahlbezirk Oberhessen 6/Homberg gewählt.